# Гидрокортизон (лекарство)

Структурная химическая формула гидрокортизона

Гидрокортизон — название гормона кортизола, применяемого в качестве лекарства. Гидрокортизон назначается при таких состояниях, как надпочечниковая недостаточность, адреногенитальный синдром, высокий уровень кальция в крови, тиреоидит, ревматоидный артрит, дерматит, астма и ХОБЛ. Он является предпочтительным препаратом при надпочечниковой недостаточности. Может вводиться перорально, местно или путем инъекции. Прекращение лечения после длительного применения следует проводить медленно.
Побочные эффекты могут включать в себя изменение настроения, повышенный риск возникновения инфекции и отек. При длительном применении побочные эффекты включают в себя остеопороз, расстройство желудка, физическую слабость, легкие синяки и дрожжевые инфекции. Пока неясно, безопасно ли применение гидрокортизона во время беременности. Гидрокортизон — это глюкокортикоид, который действует как противовоспалительное средство и подавляет иммунитет.

## Различные вещества

Структурная химическая формула гидрокортизона ацетата

Гидрокортизон может использоваться в форме ацетата, который имеет другую формулу, другую фармакокинетику и фармакодинамику. Ацетатная группа помогает защитить молекулу гидрокортизона от расщепления ферментами в организме (продлевает продолжительность действия гидрокортизона) и позволяет ему легче усваиваться.
Гидрокортизон при пероральном приеме обладает более низкой биодоступностью, чем гидрокортизона ацетат, поскольку гидрокортизон быстро метаболизируется в печени и выводится почками, прежде чем достигнет необходимых тканей.
Гидрокортизона ацетат более стабилен и менее подвержен метаболизму, что позволяет большей части препарата всасываться и поступать в системный кровоток. Поэтому гидрокортизона ацетат часто предпочтительнее для перорального применения, чем гидрокортизон.

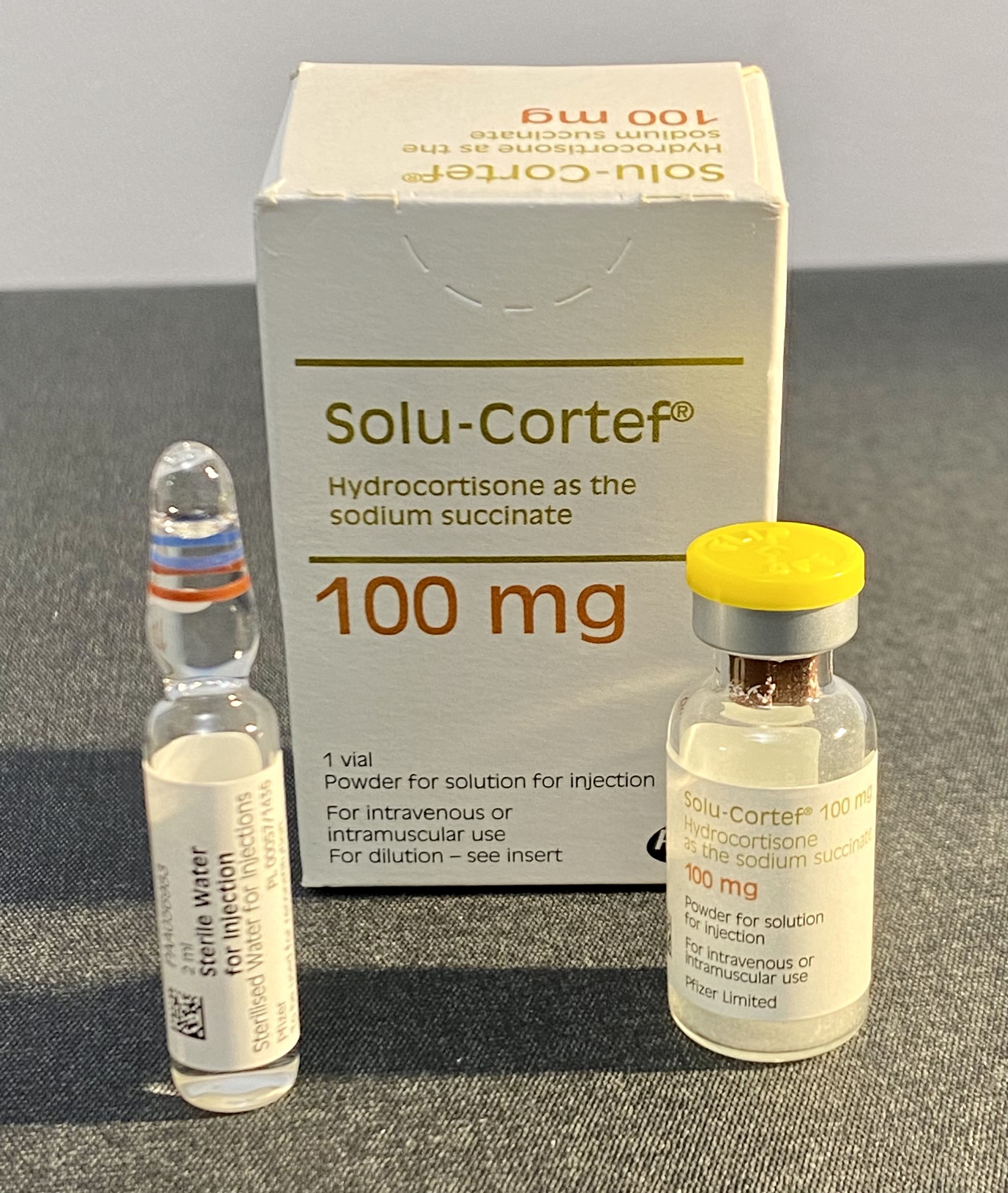
Порошок гидрокортизона натрия сукцината во флаконе (100 мг) и раствор (вода для инъекции, 2 мл) в ампуле для приготовления суспензии для инъекции

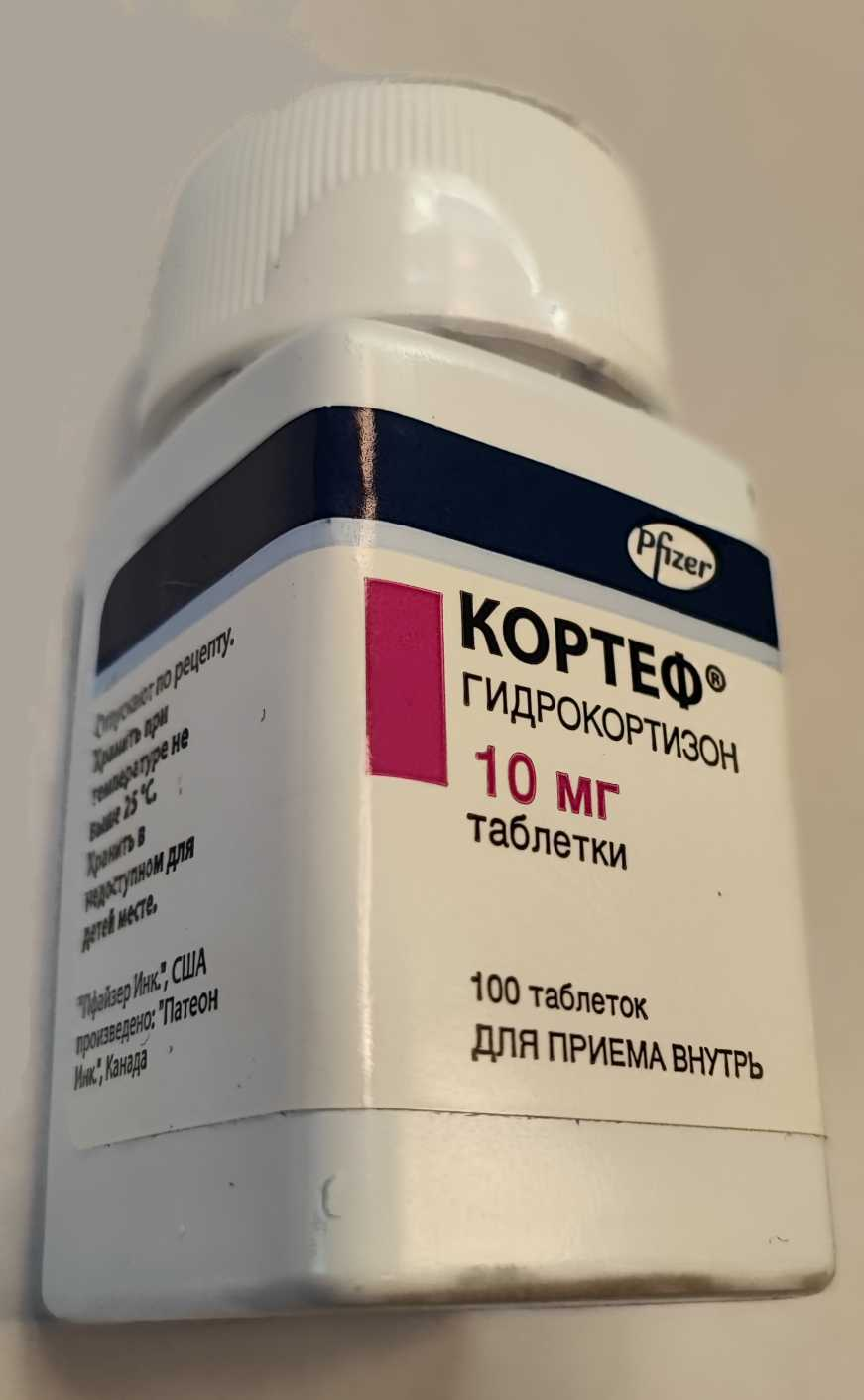
Гидрокортизон в таблетках, 10 мг

Гидрокортизон также может применяться в форме натрия сукцината, что тоже является иным веществом, с иными свойствами, иной фармакокинетикой и фармакодинамикой.

## Применение в медицине

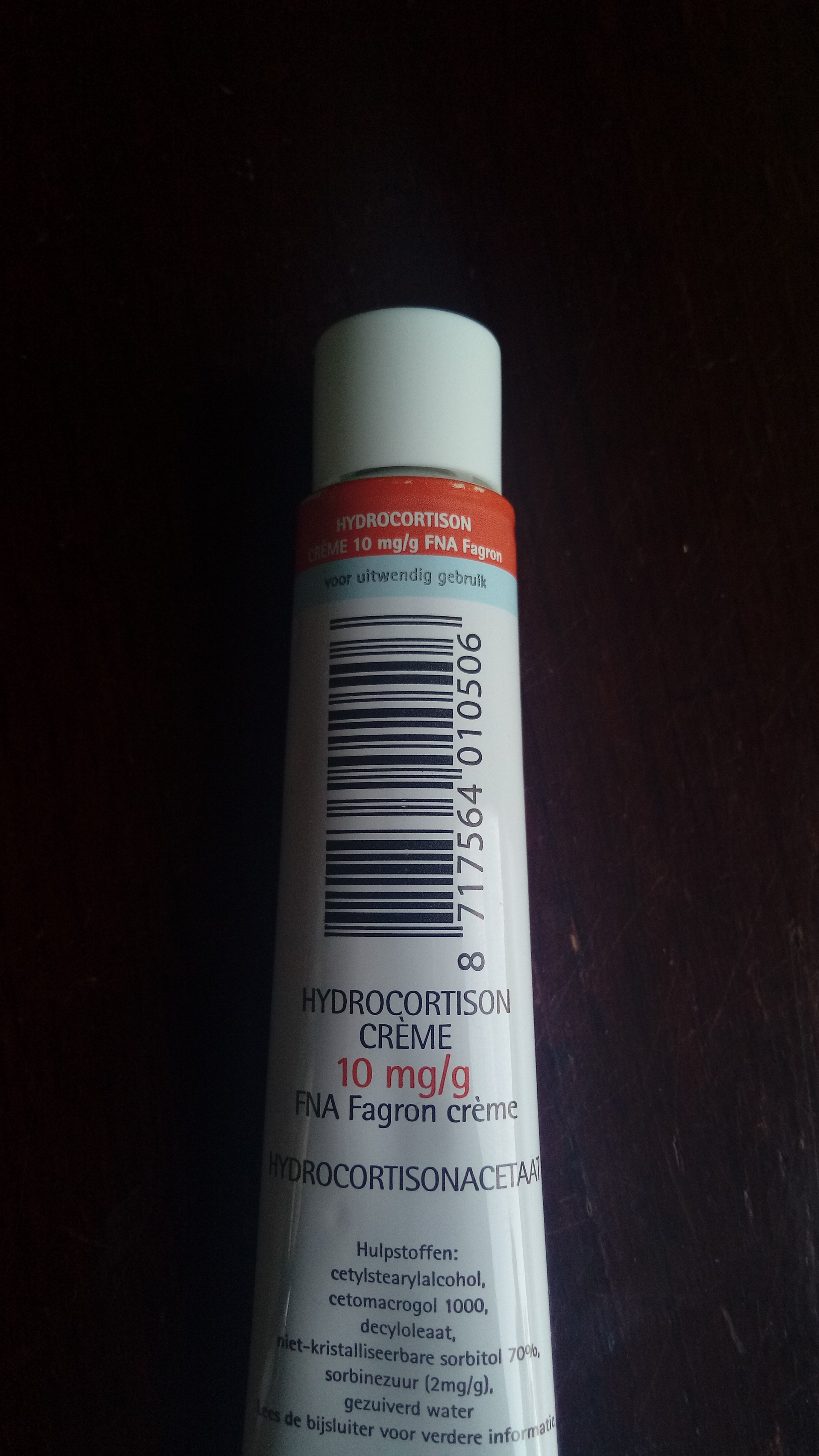
Крем с гидрокортизона ацетатом (10 мг в 1г)

Гидрокортизон — это фармацевтический термин, обозначающий кортизол, используемый при пероральном введении, внутривенной инъекции или местном применении. Он используется в качестве иммунодепрессивного препарата, вводимого путем инъекций при лечении тяжелых аллергических реакций, таких как анафилаксия и ангионевротический отек, вместо преднизолона у пациентов, нуждающихся в стероидном лечении, но неспособных принимать пероральные препараты, а также в периоперационном периоде у пациентов, длительно принимающих стероиды, чтобы предотвратить надпочечниковый кризис. Его также можно вводить в воспаленные суставы, возникшие в результате таких заболеваний, как подагра.
Может использоваться местно при аллергической сыпи, экземе, псориазе, зуде и других воспалительных заболеваниях кожи. Кремы и мази с гидрокортизоном для местного применения доступны в большинстве стран без рецепта в дозировке от 0,05 % до 2,5 % (в зависимости от местного законодательства), когда более сильные формы доступны только по рецепту. Покрытие кожи после нанесения увеличивает впитываемость и эффект. Такое усиление иногда назначают, но в противном случае следует избегать передозировки и системного воздействия.

### Головная боль после пункции
Спинномозговая пункция предусматривает получение образца спинномозговой жидкости через иглу, введенную в нижнюю часть спины. Самым известным побочным эффектом от этой процедуры является постпункционная головная боль (ППГБ). Проявлением ППГБ является постоянная головная боль, которая усиливается в вертикальном положении и уменьшается в положении лежа. Много лекарств используют для лечения ППГБ, поэтому целью обзора была оценка эффективности этих лекарств.
Это обновленный обзор, и был проведен поиск новых испытаний в июле 2014 года. Было включено 13 небольших рандомизированных клинических испытаний (РКИ) с участием 479 пациентов. В испытаниях оценили восемь лекарств: кофеин, суматриптан, габапентин, гидрокортизон, теофиллин, адренокортикотропный гормон, прегабалин и косинтропин. Кофеин оказался эффективным в уменьшении числа случаев ППГБ и случаев, в которых потребовались дополнительные лекарства (2 или 3 из 10 в группе, принимавших кофеин, по сравнению с 9 из 10 в группе, принимавших плацебо). Габапентин, теофиллин и гидрокортизон также были более эффективны в облегчении боли, чем плацебо или только обычное лечение. У большего числа людей было более выраженное облегчение боли при приеме теофиллина (9 из 10 с теофиллином по сравнению с 4 из 10 при обычном лечении). Не было сообщений о значительных побочных эффектах этих лекарств.
Качество исследований было трудно оценить из‐за отсутствия необходимой информации. Выводы следует интерпретировать с осторожностью.

### Посттравматическое стрессовое расстройство (ПТСР)
Единственным агентом, эффективность которого в профилактике посттравматического стрессового расстройства (ПТСР) после воздействия травмы предварительно доказана, был гидрокортизон. Отсутствие доказательств эффективности пропранолола, эсциталопрама, габапентина и темазепама в предотвращении посттравматического стрессового расстройства или уменьшении тяжести симптомов свидетельствует против их рутинного использования по этому показанию. Это особенно верно, учитывая низкое качество доказательств в отношении пропранолола, частично вызванное методологическими недостатками, которые также были очевидны в единичных исследованиях габапентина и темазепама. Хотя ограниченные данные о побочных эффектах, возникающих при лечении, позволяют предположить, что все оцениваемые лекарства хорошо переносились пациентами, это должно быть сбалансировано с дополнительными осложнениями при назначении этих лекарств в отделениях неотложной помощи и травматологической клинике (включая возможные взаимодействия с другими лекарствами, которые применяется для лечения травмы). Основываясь на этих соображениях и ожидая дальнейших исследований, мы считаем, что на данном этапе нет достаточных доказательств, чтобы рекомендовать какие-либо лекарства для профилактики посттравматического стрессового расстройства.

### Гипотензия у недоношенных детей
Гидрокортизон может быть таким же эффективным, как дофамин, при использовании в качестве основного средства лечения гипотензии, однако данные о долгосрочной безопасности применения гидрокортизона с этой целью неизвестны. Стероиды эффективны при лечении рефрактерной гипотензии у недоношенных детей без увеличения краткосрочных неблагоприятных последствий, однако данные о долгосрочной безопасности или пользе отсутствуют. При отсутствии данных о долгосрочной пользе или безопасности стероиды нельзя регулярно рекомендовать для лечения гипотонии у недоношенных детей.

### Бронхолегочная дисплазия у недоношенных детей
Гидрокортизон снижает частоту открытого артериального протока, смертность и комбинированный исход в виде смертности или бронхолегочной дисплазии, не вызывая очевидного долгосрочного вреда, однако случаи перфорации желудочно-кишечного тракта при его применении учащаются. Долгосрочное наблюдение в позднем детстве имеет жизненно важное значение для оценки важных эффектов или других эффектов, которые невозможно оценить в раннем детстве, таких как влияние раннего лечения гидрокортизоном на неврологические функции более высокого порядка, включая когнитивные функции, успеваемость, поведение, психическое здоровье и двигательные функции. Дальнейшие рандомизированные контролируемые исследования раннего применения гидрокортизона должны включать в качестве основного результата более длительную выживаемость без нарушений развития нервной системы.

### Первичный склерозирующий холангит
Первичный склерозирующий холангит — это хроническое холестатическое заболевание внутрипеченочных и внепеченочных желчных протоков, характеризующееся хроническим перидуктальным воспалением и склерозом протоков, что приводит к сегментарным стенозам желчных протоков, холестазу, фиброзу и, в конечном итоге, циррозу печени. Пациенты с первичным склерозирующим холангитом подвержены более высокому риску холангиокарциномы, а также неоплазии толстой кишки, поскольку первичный склерозирующий холангит связан с воспалительным заболеванием кишечника более чем у 80 % пациентов. Было предложено несколько терапевтических методов лечения первичного склерозирующего холангита, таких как урсодезоксихолевая кислота, глюкокортикостероиды и иммуномодулирующие средства, но ни один из них не помог обратить вспять процесс заболевания. На сегодняшний день трансплантация печени является единственным определённым терапевтическим решением для пациентов с запущенным первичным склерозирующим холангитом с циррозом печени.
Было проведено два испытания глюкокортикостероидов при первичном склерозирующем холангите. В первом испытании сравнивали лаваж желчных путей гидрокортизоном и физиологическим раствором. Это испытание было остановлено из-за побочных эффектов. Во втором испытании сравнивали пероральный прием будесонида с преднизоном. Не было обнаружено статистически значимых эффектов на смертность, активность щелочных фосфатаз в сыворотке крови, билирубин в сыворотке и побочные эффекты ни для одного из оцениваемых режимов вмешательства.

### COVID-19
В сентябре 2020 года метааналитическое исследование, опубликованное Рабочей группой ВОЗ по быстрой оценке данных по терапии COVID-19 (REACT), показало, что гидрокортизон эффективен[как?] в снижении уровня смертности[от чего?] тяжелобольных пациентов с COVID-19 по сравнению с другими видами лечения[какими?] или плацебо.
Применение гидрокортизона, возможно, снижает риск смерти у пациентов с острым респираторным дистресс-синдромом (ОРДС), как у пациентов с COVID-19, так и у пациентов без COVID-19.

## Фармакологические свойства

### Фармакодинамика
Гидрокортизон — кортикостероид, действующий и как глюкокортикоид, и как минералокортикоид. Таким образом, это агонист рецепторов глюкокортикоидов и минералокортикоидов.
Гидрокортизон имеет низкую эффективность относительно синтетических кортикостероидов. По сравнению с гидрокортизоном, преднизолон примерно в 4 раза эффективнее, а дексаметазон примерно в 40 раз сильнее с точки зрения противовоспалительного действия. Преднизолон также может использоваться как заменитель кортизола, и при уровнях заместительной дозы (а не на противовоспалительном уровне) преднизолон примерно в восемь раз более эффективен, чем кортизол.

### Фармакокинетика
Большая часть кортизола в крови (почти 4 %) связана с белками, включая кортикостероидсвязывающий глобулин (CBG) и сывороточный альбумин. Свободный кортизол легко проходит через клеточные мембраны, что объясняет его 100 % биодоступность после перорального приема. Внутри клеток он взаимодействует с рецепторами кортикостероидов.

## Химические свойства
Гидрокортизон, также известный как 11β, 17α, 21-тригидроксипрегн-4-ен-3,20-дион, является естественным стероидом прегнана. Существует множество эфиров гидрокортизона, продающихся для медицинского использования.